# チャイナワールド
CHINA WORLD SECRETARIES LTD（チャイナワールドセクレタリーズ）は、2003年5月21日に香港にて設立された、香港法人設立、法人口座開設、会社秘書業務全般、会計・税務サポートを担う会社である。